# 체스 이론

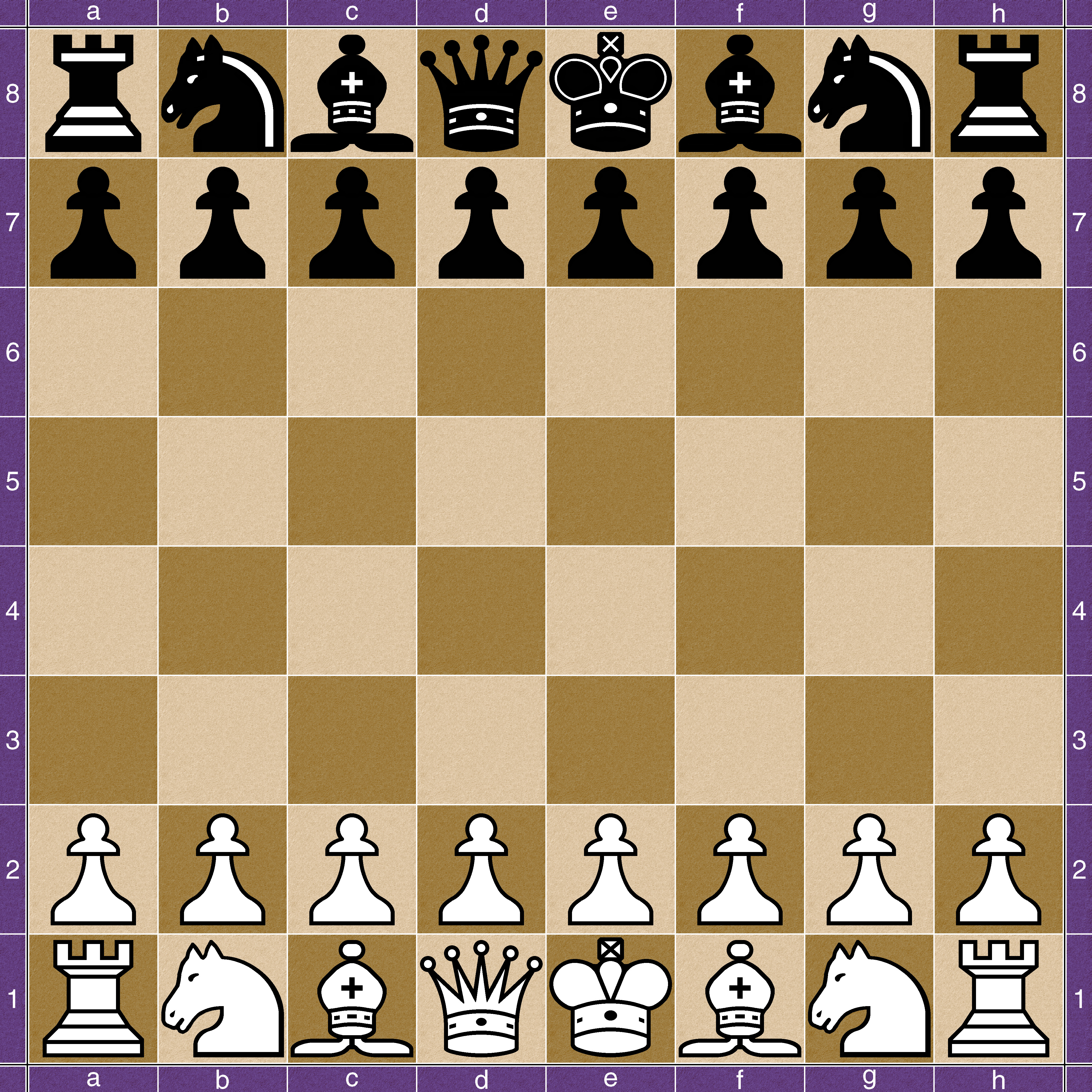
체스 시작시 기물 배치도(스타팅 포지션)의 모습

체스는 크게 오프닝, 미들게임, 엔드게임 세 단계로 나눌 수 있다. 체스 이론이란 이런 각 단계, 특히 오프닝과 엔드게임에서 게임을 어떻게 플레이해야 하는지에 관한 이론이다. 체스 이론에 대한 글을 쓰는 사람들이나 그런 저명한 선수를 보고 체스 이론가라고 부른다.
"오프닝 이론"이란 일반적으로 체스 오프닝에 관한 최신 문헌 등에서 나오는 여러 사람들이 합의한 기물 움직임 순서를 뜻한다. "엔드게임 이론"이란 보편적으로 적용할 수 있는 원칙은 없지만 특정한 상황이나 유사한 기물 배치에서 사용할 수 있는 여러 방법론을 뜻한다. "미들게임 이론"은 미들게임에 종종 적용하는 격언이나 원칙을 뜻한다. 하지만 현대 추세는 일반론적인 원칙보다는 당장의 특정한 포지션에 대한 분석을 더 중요하게 여긴다.
이 모든 영역에서 이론이 발전하는 데엔 체스 경기에 관한 방대한 문헌이 큰 도움이 되었다. 1913년 저명한 체스 역사가인 H. J. R. 머레이는 900페이지에 달하는 대작인 《체스의 역사》에서 "체스는 내용 면에서 다른 모든 게임을 합친 것보다 더 많은 문헌을 가지고 있다"고 썼다. 그는 당시 "체스 서적, 정기 간행물, 체스에 정기적인 지면을 할애하는 신문을 합치면 총 수가 5천 곳은 넘을 것"이라고 추산했다. 1949년 버룩 해럴드 우드는 그 수가 약 2만곳으로 증가했다고 추산했다. 데이비드 빈센트 후퍼와 켄 와일드는 1992년 "이 후로도 새로운 체스 관련 출판물의 수가 해마다 꾸준히 증가했다. 얼마나 많이 인쇄되었는지는 아무도 모른다..."라고 말했다. 세계 최대 규모의 체스 도서관인 클리블랜드 공립 도서관의 존 그리스우드 화이트 컬렉션에서는 6천권이 넘는 체스 정기 간행물을 포함해 32,000권이 넘는 체스 서적과 연재물이 소장되어 있다. 오늘날의 체스 플레이어는 컴퓨터 기반의 정보 출처도 활용한다.

## 오프닝 이론

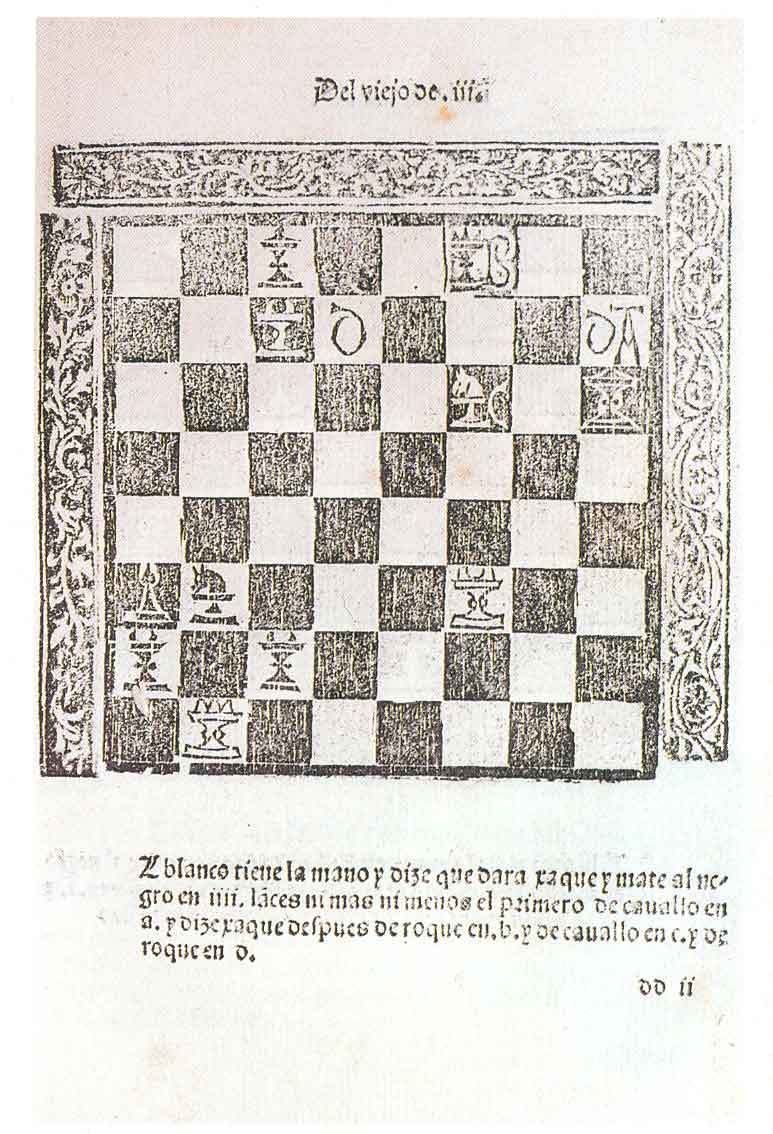
1497년 루이스 라미레스 데 루세나의 체스 이론에 대한 초기 인쇄물의 모습

체스 이론에 관한 가장 오래된 인쇄물 중 발간 날짜를 정확하게 알 수 있는 것은 스페인의 루이스 라미레스 데 루세나가 1497년경 출판한 《Repeticion de Amores y Arte de Ajedrez》(사랑의 반복과 체스의 예술)로 여기에는 11개의 체스 오프닝을 분석했다. 이 중 일부는 지우코 피아노, 루이 로페즈, 페트로프 디펜스, 비숍 오프닝, 다미아노 디펜스, 스칸디나비안 디펜스 등으로 알려져 있으나 루세나는 이 용어을 사용하지 않았다.
《괴팅겐 원고》의 저자와 발간 날짜는 정확히 알려지지 않았으며 출판 시기는 1471년에서 1505년 사이로 추정된다. 괴팅겐 원고와 루세나의 저서 중 어느 쪽이 더 빨리 출판되었는지는 알려지지 않았다. 이 원고에는 현재의 다미아노 디펜스, 필리도어 디펜스, 지우코 피아노, 페트로프 디펜스, 비숍 오프닝, 루이 로페즈, 폰지아니 오프닝, 퀸즈 갬빗 수락, 1.d4 d5 2.Bf4 Bf5(런던 시스템 형태), 버즈 오프닝, 잉글리시 오프닝이 있다. 머레이는 이것이 "게임의 시작 움직임을 우연히 모은 것이 아니라 오프닝을 체계적으로 다루러는 시도"라고 분석했다.
루세나의 책이 발간된 지 15여년 후, 포르투갈의 약제사 페드루 다미아누는 1512년 로마에서 《Questo libro e da imparare giocare a scachi et de la partiti》라는 서적을 출판했다. 여기에는 퀸즈 갬빗 수락에 대한 분석도 포함되어 있으며 흑이 ...b5로 갬빗한 폰을 억지로 지키러고 하면 어떤 일이 일어나는지를 보여준다. 다미아누의 책은 "현대식 용어로 풀자면 모던 게임의 첫 베스트셀러였다". 헤리 골롬벡은 "16세기에 제8판을 거쳐 그 다음 세기가 지났음에도 변함없는 인기를 구사하고 있었다"고 말했다. 현대 체스 플레이어는 다미아누라는 이름을 주로 약한 오프닝인 다미아노 디펜스(1.e4 e5 2.Nf3 f6?)에 이름이 붙어 있어 잘 알고 있지만 다미아누는 반대로 이 오프닝을 비난하기 위해 깊게 연구하여 이름이 붙여졌다.
위에서 말한 책과 그 이후 책들부터는 다양한 오프닝, 오프닝 트랩, 양 측이 플레이할 때 최선의 수에 대해 논의했다. 여기서부터 특정한 오프닝 수순에 이름이 붙기 시작했는데 가장 초기에 나온 오프닝 이름으로는 다미아노 디펜스, 킹스 갬빗(1.e4 e5 2.f4), 퀸스 갬빗(1.d4 d5 2.c4), 시실리안 디펜스(1.e4 c5) 등이 있다.
다미아누의 책에 이어서 체스 플레이에 관한 여러 논문이 1561년 루이 로페스 데 세구라, 1590년 줄리오 체사레 폴레리오, 1625년경 조아키노 그레코, 1735년 조셉 베팅, 1749년 프랑수아앙드레 다니칸 필리도르가 작성했다.
당시 알려진 오프닝을 포괄적으로 조사를 시도한 최초의 저자는 1837년 아론 알렉산드레로 그의 저서 《Encyclopédie des Échecs》에서 이를 처음으로 시도했다. 후퍼와 와일드는 "카를 야니시가 지은 저서 《Analyse nouvelle des ouvertures》(1842~1843년)에서 현대의 라인을 자신이 분석한 최초의 오프닝 분석 서적이라 볼 수 있다"고 말했다. 1843년 파울 루돌프 폰 빌귀어는 알렉산드레와 야니시의 저서 내용을 합친 독일어 서적인 《Handbuch des Schachspiels》(체스 핸드북)을 출판했다. 이 핸드북은 여러 개정판을 거쳐 1912~1916년에 마지막 개정판으로 출시했으며 수십년간 가장 중요한 오프닝 참고 문헌 중 하나로 활약했다. 핸드북의 마지막 판은 1910년 에마누엘 라스커와의 세계 선수권에서 비긴 카를 슐레히터가 편집했다. 인터네셔널 마스터(IM) 윌리엄 하트스턴은 "한 권에 체스 전체 지식을 성공적으로 담아낸 마지막 작품으로 아마 가장 훌륭한 작품일 것"이라고 말했다.
1843년부터 1851년까지 세계 챔피언이자 마스터였던 잉글랜드의 체스 기사 하워드 스터턴은 1847년 논문 《The Chess Player's Handbook》(체스 플레이어의 핸드북)에서 300페이지가 넘게 오프닝 분석에 할애했다. 이 서적은 발매 직후 영어권에서 사실상의 표준적인 참고 문헌이 되었고 1935년까지 21판이 인쇄되었다. 하지만 "시간이 지남에 따라 영어로 된 최신 문헌의 수요가 증가"했다. 세계 체스 선수권 대회의 최초 세계 챔피언이자 "현대 체스의 아버지"로 불리는 빌헬름 슈타이니츠는 1889년과 1895년 출시한 자신의 저서 《The Modern Chess Instructor》에서 다양한 더블 킹 폰 오프닝(1.e4 e5)을 광범위하게 분석했다. 또한 1889년 에드워드 프리버러와 찰스 랭켄이 《Chess Openings Ancient and Modern》 초판을 발매했고 이후 1893년, 1896년, 1910년에 개정판이 출시되었다. 1911년에는 리차드 그리피스와 존 허버트 화이트가 《Modern Chess Openings》 초판을 발매했다. 이 서적은 역사상 가장 오랫동안 출판된 오프닝 저서이다. 2008년 4월에는 그랜드마스터 닉 드 퍼미안이 편집한 제15판(MCO-15)이 출시되었다.
후퍼와 와일드에 따르면 루빈슈타인, 레티, 스필만, 님조비치 등이 획기적인 기여를 한 《Modern Chess Openings》의 다양한 판본, 핸드북의 마지막 판, 루드비그 콜린의 《레로보크》 제4판이 "양차 세계 대전 사이 강한 체스 선수들에게 인기 있는 참고 자료"로 활약했다. 1937~1939년 사이 세계 챔피언이었던 막스 오이베는 12권으로 구성된 네덜란드어 서적 체스 오프닝북인 《De theorie der schaakopeningen》을 출판했다. 나중에 다른 언어로도 번역되었다.
1930년대 후반에서 1950년대 초까지 세계에서 가장 강한 체스 선수 중 한명이었던 루벤 파인도 오프닝, 미들게임, 엔드게임에 대한 중요 서적을 출판하며 주요 체스 이론가로 활동했다. 파인의 서적은 1939년 《Modern Chess Openings》 개정판 출시로 시작되었다. 1943년에는 체스 오프닝의 기본 원리를 설명하는 서적인 《Ideas Behind the Chess Openings》를 출판했다. 1948년엔 MCO와 비견되는 자신만의 오프닝을 설명한 논문인 《Practical Chess Openings》를 출판했다. 1964년엔 인터네셔널 마스터인 이스라엘 알버츠 호로위츠가 오프닝 분석 외에 수많은 게임 예시를 수록한 789페이지짜리 서적인 《Chess Openings: Theory and Practice》을 출판했다.
1966년 유고슬라비아 베오그라드에서 당시 주요 체스 토너먼트 경기를 주석을 달아 설명한 총 466개의 게임이 담긴 《Chess Informant》 초판이 출간되었다. 큰 영향력을 발휘한 체스 인포먼트 시리즈는 오프닝 이론에 혁명을 일으켰다. 이 책의 가장 큰 혁신은 체스 게임을 특정 언어를 사용하지 않는 대수 기호를 사용해 표현했고 단어 대신 17가지의 기호를 통해 주석을 달았으며 각 기호의 의미를 책 서두에 6개 언어로 표현한 점이다. 이를 통해 전 세계의 독자가 쉽게 동일한 채보와 주석을 읽을 수 있게 되었고 이를 통해 체스의 아이디어가 쉽게 보급되고 오프닝 이론이 급 발전했다. 이후 체스 인포먼트의 편집자들이 동일한 원리를 사용해 5권으로 구성된 《체스 오프닝 백과사전》과 《체스 엔딩 백과사전》 등 다른 출판물도 발간했다. 체스 인포먼트는 원래 1년에 두 차례 발간했으나 1991년부터는 1년에 세 차례 발간한다. 2007년에는 100권이 출시되었다. 현재는 10개 언어로 설명한 57개 기호를 사용해 체스 경기를 설명하며(체스 주석 기호 참조) 인쇄본과 전자책 두 형태로 읽을 수 있다. 2005년 전 세계 체스 챔피언인 가리 카스파로프는 "우리 모두 인포먼트의 자식이다"라고 말했다.
1990년대 이후 프리츠나 리브카와 같은 강력한 체스 엔진과 체스베이스와 같은 소프트웨어가 등장하며 오프닝 이론의 발전이 더욱 가속화되었으며 체스베이스의 메가 2013의 경우에는 540만개 이상의 게임이 있으며 이런 수백만 개의 게임이 등록된 데이터베이스가 판매되고 있다. 오늘날에는 가장 중요한 오프닝의 경우 20수 이상 진행해 때로는 엔드게임으로 이어질 정도로 깊게 분석되어 주요 선수들의 경우 25수 진행 이후에도 가끔 참신한 이론을 소개하는 경우도 많다.
현대엔 체스 오프닝에 대해 저술한 수천 권의 책이 있다. 여기에는 체스 오프닝 백과사전이나 모던 체스 오프닝과 같은 포괄적인 오프닝 백과사전, 인터네셔널 마스터 존 L. 왓슨이 작성한 4권의 《Mastering the Chess Openings》과 같은 체스 오프닝을 진행하는 일반적인 방법에 관한 저서, 《Understanding the Grünfeld》나 《Chess Explained: The Classical Sicilian》와 같이 특정한 오프닝 진행 방법에 대한 책으로 나눌 수 있다. "오프닝에 관한 서적과 단행본은 인기가 많으며, 금방 낡은 내용이 되리라 생각되는 만큼 새로운 제목으로 꾸준히 유입된다."" 앤드류 솔티스는 "1930년대 이후 체스에 관한 거의 모든 새로운 정보가 오프닝에 담겨 있다"고 말했다.

## 미들게임 이론

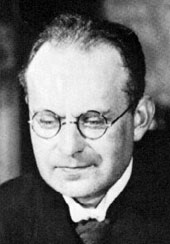
아론 님조비치의 모습

미들게임 이론은 오프닝이나 엔드게임 이론보다는 상당히 덜 발전했다. 왓슨은 "이 영역을 연구하고자 하는 사람은 선택할 수 있는 자료가 제한적이고 다소 불만족스럽다"라고 말했다.
가장 먼저 주목을 받은 미들게임 이론은 빌헬름 슈타이니츠의 이론으로, 서로 동등한 포지션에서 상대방의 성급한 공격은 숙련된 수비로 막을 수 있으므로 플레이어가 할 수 있는 최선의 방법은 작은 이점을 계속 쌓아가는 방향을 목표로 천천히 기동해야 한다고 주장했다. 에마누엘 라스커의 《Lasker's Manual of Chess》와 막스 우베의 《The Development of Chess Style》에서는 슈타이니츠의 이론을 개괄적으로 설명했다.
선도적 선수이자 이론가인 아론 님조비치의 영향력 높은 저서인 1925년 《나의 시스템》, 1925년 독일어 서적 《Die Blockade》, 1936년 《Chess Praxis》 등은 미들게임에 대한 가장 중요한 저서이다. 님조비치는 님조 인디언이나 퀸즈 인디언 디펜스에서처럼 자신의 기물이 통제권을 가진 채 상대방이 폰으로 중앙을 점령하도록 내버려둘 때에 대해 주목했다. 님조비치는 폰 체인이 서로 맞물려 있는 위치에서 자신의 폰을 전진시켜 이 폰 체인을 공격할 수 있다(폰 브레이크)고 지적했다. 또한 님조비치는 자신의 룩으로 열린 파일(오픈파일)을 장악해 나중에 적의 폰과 킹을 공격할 수 있는 7랭크까지 침투하는 전략을 주목했다. 님조비치가 언급한 또 다른 핵심 개념으로 상대방이 더 이상 유용한 수를 둘 수 없을 정도로 기동성을 제한하는 '예방수'에 대해서도 말했다.
1952년 파인은 442페이지로 구성된 저서인 《The Middle Game in Chess》를 출간했는데 이는 당시까지 가장 포괄적인 미들게임 이론을 설명한 서적이다. 20세기 중반에는 전 세계 챔피언인 막스 오이베와 한스 크레이머가 저술한 《The Middle Game》 1, 2권, 체코슬로바키아-독일의 그랜드마스터인 루데크 파흐만의 《Complete Chess Strategy》, 《Modern Chess Strategy》, 《Modern Chess Tactics》, 《Attack and Defense in Modern Chess Tactics》 3부작이 출시되었다.
미들게임 이론의 또 다른 중요한 전환점은 1971년 알렉산드르 코토프가 저서 《Think like a Grandmaster》를 발간한 일이다. 코토프는 플레이어가 머리속에서 여러 경우의 수의 가지를 뻗어가며 계산하는 방법을 설명하고, 플레이어가 나무의 각 가지를 한번씩 살펴보라고 권장했다. 또한 코토프는 현재는 "코토프 신드롬"이라고도 알려진 다양한 라인을 계산하고 결과에 불만족스러워하며 시간이 부족해서 완전히 새로운 후보수를 제대로 두었는지 확인하지도 않고 두는 증후군의 희생양을 언급했다. 최근에는 조나단 티스탈, 존 넌, 앤드류 솔티스가 코토프의 트리 이론을 보다 정교하게 발전시켰다.
1999년에는 왓슨의 저서 《Secrets of Modern Chess Strategy: Advances Since Nimzowitsch》에서 왓슨이 님조비치 시대 이후 일어난 미들게임 이론의 혁명에 대해 논의했다.
미들게임의 특정한 측면을 논의한 여러 책이 존재하는데 블라디미르 부코비치의 《The Art of Attack in Chess》, 루돌프 슈필만의 《The Art of Sacrifice in Chess》, 조르주 루노와 빅터 칸의 《The Art of the Checkmate》, J. 드몽의 《The Basis of Combination in Chess》, 앤드류 솔티스의 《The Art of Defense in Chess》 등이 있다.

## 엔드게임 이론
초기 문헌부터 시작해서 여러 중요한 체스 논문에선 엔드게임에 대한 분석도 같이 있었다. 1497년경 나온 루세나의 책에서는 150개의 엔드게임과 체스 문제 예시를 같이 나열했다.
필리도어의 《Analyse du jeu des Échecs》 제2판에서는 75페이지 분량으로 다양한 종류의 엔드게임을 분석했다. 여기에는 룩과 비숍 대 룩, 퀸 대 룩, 퀸 대 룩과 폰, 룩과 폰 대 룩과 같은 이론적으로 중요한 엔딩이 많이 포함되어 있다. 룩과 비숍 대 룩, 룩과 폰 대 룩, 퀸 대 룩 엔딩에서 특정한 기물 배치를 보고 필리도어 포지션으로 부르기 시작했다. 필리도어는 (영어 번역본)에서 두 페이지에 걸쳐 "게임 끝에 관한 관찰"이라는 소제목으로 책을 마무리하면서 엔드게임에서 적용할 수 있는 몇 가지 원칙을 제시했다. 예를 들어, "두 개의 나이트만으로는 체크메이트를 강제할 수 없다"(투 나이트 엔드게임), 비숍과 룩, 퀸으로 진급하기 직전에 있는 폰 엔딩은 비숍이 반대 색깔에 폰이 있으면 비긴다(잘못된 룩폰), 퀸은 비숍과 나이트를 이긴다(폰 없는 체스 엔드게임의 퀸 대 마이너 피스) 등이 있다.
스터턴의 1847년 저서 《Chess-Player's Handbook》에서는 거의 100페이지에 달하는 엔드게임 분석이 수록되었다. 매우 드문 룩 대 마이너 피스 3개 엔딩 분석이 나오는 등 스터턴의 엔드게임 분석은 매우 정교하다. 439페이지에서는 "3개 마이너 피스는 룩보다 훨씬 강하며, 마이너 피스 중 2개가 비숍일 경우 룩을 가진 플레이어는 상대방의 기물 중 하나와 룩을 교환할 수밖에 없기 때문에 큰 어려움 없이 마이너 피스를 가진 플레이어가 이길 수 있다. 하지만 나이트 2개와 룩과 반대 색깔 비숍을 가진 경우 일반적으로 룩과 비숍이 교환되기 때문에 2개의 나이트만으로는 체크메이트를 강제할 수 없어 보통 경기가 무승부로 끝난다"고 평가했다. 현대의 엔드게임 테이블베이스에서도 두 가지 엔딩의 스터턴의 분석이 맞음을 보여주었다. 하지만 스터턴이 나온 지 94년 후에 루벤 파인은 《Basic Chess Endings》에서 521쪽에 두 가지 유형의 룩 대 마이너 피스 3개 엔딩이 "이론적으로 비긴다"고 잘못 썼다. 엔드게임의 권위자이자 파인과 마찬가지로 전성기 시절 그랜드마스터 펄 벤코 또한 2003년 기본 체스 엔딩의 개정판에서 같은 오류를 그대로 출판했다. 2004년 그랜드마스터인 앤드류 솔티스는 자신의 서적에서 룩 대 비숍 2개와 나이트의 엔딩은 양측 다 최선의 수로 플레이한다면 비긴다고 주장하면서 스터턴의 주장에 반대했다. 벤코와 솔티스가 평가를 내렸을 당시 엔드게임 테이블베이스에서 이미 스터턴의 주장이 옳았음을 증명해냈으나 이 때는 최대 68수나 진행해야 이기는 상황이다.
스터턴이 내린 결론은 1846년(혹은 이 이전)에 영국의 마스터 조지 워커가 글을 통해 이미 예상했다.
비록 비숍 2개와 나이트 하나는 일반적인 상황에서는 룩을 상대로 이기지만, 비숍 하나와 나이트 2개를 가진 경우는 똑같은 성공을 기대할 수 없다. 이 경우에는 보통 무승부로 이어진다. 두 개의 비숍은 더 먼 거리까지 공격할 수 있으므로 나이트보다 훨씬 강하다. 나이트 2개와 비숍 1개가 남았을 때 룩은 비숍 하나와 교환할 기회가 생기는데 이를 상대방이 거의 피할 수 없으며 나이트 2개만으로는 체크메이트를 만들 수 없다.

1941년 루벤 파인은 엔드게임을 포괄적으로 분석하러고 시도한 기념비적인 573페이지짜리 서적인 《Basic Chess Endings》을 발매했다. 펄 벤코가 편집한 개정판은 2003년 발매되었다. 소련의 여러 작가도 특정한 엔드게임에 대해 중요한 분석을 한 여러 책을 출판했다. 대표적으로 그리고리 레벤피시와 바실리 스미슬로프의 《Rook Endings》, 유리 아베르바흐와 I. 마이젤리스의 《Pawn Endings》, 아베르바흐의 《Queen and Pawn Endings》, 아베르바흐의 《Bishop Endings》, 아베르바흐와 비탈리 체호베르의 《Knight Endings》, 유리 아베르바흐의 《Bishop v. Knight Endings》,, 아베르바흐의 《Rook v. Minor Piece Endings》, 아베르바흐, 체호베르, V. 헨킨의 《Queen v. Rook/Minor Piece Endings》 등이 있다. 아베르바흐와 다른 책들은 영어로 5권의 《Comprehensive Chess Endings》로 묶여 출판되었다.
2000년대 이후 현대 들어서는 컴퓨터로 생성된 엔드게임 테이블베이스를 통해 엔드게임 이론에 혁명이 일어나 퀸과 폰 대 퀸 엔딩과 같이 한 세기 이상 인간 분석가를 괴롭혀 온 복잡한 엔드게임에서 최선의 수를 확실하게 보여주었다. 또한 인간이 분석했던 여러 엔드게임에 대한 유불리를 컴퓨터가 뒤집기도 했는데 한 세기 이상 무승부라고 생각했던 2개 비숍 대 나이트 엔딩이 비숍 측의 승리가 될 수 있음을 증명했다.(폰 없는 체스 엔드게임)

## 같이 보기
- 체스 엔드게임을 다룬 문학
- 체스 기물의 상대적 가치
- 체스 오프닝 목록